# 第二次菲特納
第二次菲特納（英語：Second Fitna）亦被称为第二次伊斯兰教内战（阿拉伯语：‎），是伊斯兰教群早期发生的一場內戰，由侯赛因·本·阿里於穆阿威亚一世死后（680年）發動，共持续大约12年（680年—692年）。这场內戰總共涉及三方人馬，包括於庫法起事的戰爭發起者侯赛因·本·阿里，獲得苏里曼·伊本·苏拉德和穆赫塔尔·塔卡菲等人支持。另一方則是在麥加起兵的阿卜杜拉·伊本·祖拜尔以及最後的勝利者穆阿維亞一世，這場戰爭便是三人為爭奪哈里發一位而引致的內戰。
内战的根源可以追溯到第一次伊斯兰内战。在第三代哈里發奥斯曼被暗杀后，伊斯兰教群由於領導權懸空而引發内战，主要竞争者是亲阿里势力和倭马亚王朝。